# N.O.V.A. Near Orbit Vanguard Alliance
N.O.V.A. Near Orbit Vanguard Alliance, conocido por su abreviatura N.O.V.A., es un videojuego de disparos en primera persona para dispositivos móviles con sistema operativo iOS, WebOS, Bada y Android producido por el desarrollador con sede en Francia Gameloft. Salió a la venta el 17 de diciembre de 2009 y es uno de los juegos estrella de la compañía. En 2010 el juego se publicó en PlayStation Network para PlayStation 3 y PlayStation Portable.
El juego es asociado con el videojuego Halo para Xbox por su gran parecido.

## Historia
En N.O.V.A. nos pondremos en la piel de Kal Wardin, un soldado espacial que lucha por proteger a la raza humana de una invasión alienígena conocida como jueces. La raza humana se encuentra en el espacio gracias a que la tierra fuera desalojada debido a la contaminación, habitando satélites artificiales y en busca de colonizar nuevos planetas.
Gracias a la población del espacio por los humanos, fue creada una división llamada N.O.V.A., la cual tiene el fin de proteger a la humanidad de posibles amenazas extraterrestres.
Pero repentinamente, una nave ha aparecido después de mucho tiempo de estar perdida, la cual se dirige a uno de los satélites artificiales poniendo en peligro la existencia de la raza humana.
Para resolver este problema, se ha enviado a Kal Wardin a infiltrarse en la nave y descubrir (y detener) los propósitos de esta.

## Secuelas
El juego ha recibido dos sucesores, N.O.V.A. 2 lanzado el 16 de diciembre de 2010 (un año después) así como su más reciente título N.O.V.A. 3, con fecha de lanzamiento el 10 de mayo de 2012.